# 武装伝奇RPG 神我狩
『武装伝奇RPG 神我狩』（かみがかり）は、力造が製作した現代・武装伝奇RPG。
2013年8月に新紀元社から出版された。

## 概要
現代日本で人知れず活動する邪神アラミタマを退治するべく、神殺しの武器を持つ超人となって活躍する武装伝奇RPG。
著者の力造は、あとがきでこのRPGについて「現代伝記あるあるRPG（開発時の仮称）」と書いている。
「ダイス・コントロール・システム」と呼ばれるルールを持ち、行為判定に使用する2D6のダイスを、控えにある4D6のダイスと入れ替えて、出目を操作することができる。
これはPCとなるカミガカリの「霊力を操作する力」を表している。

## 世界設定
世界には、虹色に輝く金属片が存在している。この金属片は世界の記憶、世界の霊力を吸収し操作する効果を持ち、断片と呼ばれている。
大きな断片に霊魂が宿り、悪意を吸収することで、アラミタマと呼ばれる邪神が誕生する。
アラミタマはそのままでは肉体を持たないが、人類などに接触し、その相手に「願望を叶える代わりに、代償として肉体に憑依する」という契約を持ちかける。
これを魂の契約と呼ぶ。
人類や神々の血を引く者が、何らかの理由で断片を宿した場合、カミガカリと呼ばれる超人が誕生する。
カミガカリは、アラミタマなどの超常存在を打ち破るために、特殊な方法で小さな断片と黄金を融合させ、人造神器と呼ばれる武具を作り出して戦いに臨む。

## システム

### キャラクターメイキング
キャラクタークラス制。
プレイヤーキャラクター(PC)はまず「種族」（後述）を一つ選び、更にPCのキャラクタークラスとして「メイン称号」と「サブ称号」を一つずつ選ぶ。
種族によって能力値が決定され、これら三つの要素の組み合わせでPCの能力値やタレント（特殊能力）が決定される。

### 行為判定
行為判定は上方判定に属する。
六面体ダイスを2個振り、その二つの出目の合計にPCの能力値を足して、それがゲームマスター(GM) の提起した目標値以上ならば判定は成功とみなされる。
ただし、行為判定で使用するダイスは、下記で解説する「霊力操作」により入れ替えを行うことができる

### 霊力操作
『神我狩』では、行為判定のダイスの出目が悪かった場合、そのダイスを「入れ替える」ことが可能である。
このゲームでは、毎回のゲームプレイの開始時に各プレイヤーは六面体ダイスを4個振り、そのダイスを出目を保持したまま自分の座っている卓の前に置いておく。
この保持している4個のダイスを「霊力」と呼ぶ。
そして、行為判定を行ったとき、行為判定のダイスと霊力のダイスを1個ずつ入れ替えても良い。
例えば霊力の4個のダイスがそれぞれ「1」「4」「5」「6」の出目を出しているとして、行為判定の2つのダイスの出目が「2」「5」なら、
行為判定で「2」が出ているダイスと、霊力で「6」が出ているダイスを入れ替えることができる。そうすれば行為判定の2個のダイスは「6」と「5」の出目が出たとすることができる。
一方、霊力の4つのダイスは「1」「2」「4」「5」の出目に変化する。
霊力は行為判定と入れ替えるだけでなく、タレントと呼ばれる特殊能力を使用するための条件にもなる。
タレントの発動条件は「霊力の出目のうち2個がゾロ目であること」や「霊力の出目のうち2個が連番（4、5など）であること」など個別に決定されており、
タレントを発動させるためには霊力の4個のダイスが狙った出目になるように、行為判定のダイスと入れ替えていく必要がある。
そのため、プレイヤーはわざと行動に失敗したり、行動が想像以上の成功を収めたとき意図的にダイスの出目を低くしたりすることもある。

### 戦闘
戦闘は四角形のマスを敷き詰めたスクエアマップ上で行われる。
マス一つは3メートル四方を表しており、一つのマスには一人のキャラクターしか存在できない。
キャラクターが剣などの近接攻撃武器を持っている場合は、自分のいるマスに隣接した上下左右のマスの敵に攻撃ができる。
弓などの射撃武器を使っているならば射程内に対して遠距離攻撃が可能である。

## 種族と称号
- 種族
  - 封神 - 神話や伝承において、神を倒した半人半神の血を引く者。血統者。
  - 夜魔 - 吸血鬼や人狼など、闇の種族の血を引く者。血統者。
  - 半妖 - 天狗や妖狐など、土着の神性の血を引く者。血統者。
  - 魔術師 - 魔術を研究して適応してきた一族。
  - 人間 - 普通の人間が、何らかの理由により断片を得て超人化した者。
  - 竜王 - 龍神や蛇神の血を引く者。血統者。
  - 神霊（ニギミタマ） - 土地神や大妖怪などの神性存在。
  - 英雄 - 伝承に語られる英雄が何らかの理由で現世に顕現した存在。
  - サイボーグ - 義体と呼ばれる機械の肉体を持つ者。
  - 魔眼 - 瞳に力を宿す神々や魔女の血を引く者。血統者。
  - マレビト - 異世界や平行世界からの来訪者。
  - サキミタマ - 時を経て強大な霊力を得た動物や器物の妖怪。

- 称号
  - アークスレイヤー - 破神伝承者。神剣や神弓などの武器の断片を宿した者。戦闘系。
  - ドラゴンキャリア - 竜脈保有体。鎧や盾などの防具の断片を宿した者。戦闘系。
  - ゴッドハンド - 闘神拳士。籠手や義手などの装飾品の断片を宿した者。戦闘系。
  - レジオン - 超越戦鬼。弓矢投げ槍などの射撃武器の断片を宿した者。戦闘系。
  - ダークハンター - 闇狩人。外套や兜などの装飾品の断片を宿した者。汎用系。
  - エレメンタルアデプト - 起源使い。炎や風や光などの断片を宿した者。汎用系。
  - コントラクター - 契約せし者。神馬や黄金の船などの乗物の断片を宿した者。汎用系。
  - レガシーユーザー - 神器継承者。強大な聖剣や特殊な祭器などの神々が愛用した神器の断片を宿した者。汎用系。
  - エルダーメイジ - 正統魔術師。杖や魔導書などの魔術媒体の断片を宿した者。魔導系。
  - デジタルソーサラー - 装具魔術師。楽器や硬貨などの装飾品の断片を宿した者。魔導系。
  - ディバイントーカー - 聖言奏者。楽器や貴金属などの断片を宿した者。魔導系。
  - タイムウィザード - 時空間魔術師。杯や指輪などの装身具の断片を宿した者。魔導系。